# Segestria cruzana
Segestria cruzana là một loài nhện trong họ Segestriidae.
Loài này thuộc chi Segestria. Segestria cruzana được Ralph Vary Chamberlin & Wilton Ivie miêu tả năm 1935.